# علم الدولة العثمانية
ظهر علم الدولة العثمانية في عام 1383م لأول مرة، وهي فترة نشوء الدولة العثمانية. كان العلم المستخدم في ذلك الوقت أحمر اللون ومثلّث الشكل، عندما فتح العثمانيون القسطنطينية بقيادة الفاتح في العام 1453م وبدأت مرحلة انتصارات الدولة العثمانية، أضيف للهلال في العلم اللون الذهبي. تغير العلم وفق تحولات النفوذ، ففي عام 1517م بعد ضم مصر للدولة العثمانية وبعد ضم سوريا، اختلف مفهوم العلم بالنسبة للأتراك.
رفع العلم التركي الموحد لأول مرة في العام 1844 ، كان العلم أحمر اللون يتوسطه هلال ونجمة بعد أن أصبحت الدولة العثمانية موحدة فكريًّا. يرمز اللون الأحمر عند الأتراك لدماء الشهداء التي سُفكت في حرب كوسوفو الأولى، أما الهلال والنجمة فهما مرتبطان عند الأتراك بأسطورة شهيرة عن انعكاس القمر والنجوم على دماء الشهداء التي كانت مثل البحيرة في حرب كوسوفو.
رُفع العلم في أرجاء الدولة العثمانية التي ضمت حوالي خمسين دولة من ضمنها 18 دولة عربية. بعض أعلام هذه الدول تحمل إلى يومنا هذا تقاربًا كبيرًا بينها وبين العلم العثماني في تصميمها مثل علم الجمهورية التونسية الذي صُمم في العام 1827 بأمر من الحاكم حسين باي الثاني حتى يميّز تونس عن الولايات الأخرى، بينما حافظ على شبهه من العلم العثماني: اللون الأحمر نفسه مع إضافة قرص أبيض في وسط العلم وتغيير لون النجمة والهلال إلى اللون الأحمر.
الصور التالية توضح الأعلام المختلفة التي كان يستخدمها العثمانيون:

## 1299 - 1453

علم خانية قبيلة قايى (حوالي 1326)
علم الدولة العثمانية (1383–1453)

## 1453 - 1793

علم الدولة العثمانية (1453–1517)
علم الدولة العثمانية (1517–1793)
علم الحرب (c. 1500–1793)
الراية البحرية (1453–1793)
علم أمير البحرية العثمانية (1453–1793)

## 1793 – 1922

علم الدولة العثمانية (1793–1844)
علم الروملي العثمانية
علم الامبراطورية (1844–1922)
علم الحرب (1793–1922)
الراية البحرية (1793–1844)
الراية البحرية (1844–1922)
الراية المدنية (1793–1922)

## الراية الإمبراطورية للسلطان

البيرق الامبراطوري للسلطان العثماني
البيرق البحري للسلطان العثماني

## راية الخليفة

راية عبد المجيد الثاني